# Singlding (Fraunberg)
Singlding ist ein Ortsteil der Gemeinde Fraunberg, Landkreis Erding, Oberbayern.

## Lage
Die Einöde liegt rund ein Kilometer südlich von Fraunberg. Am Westrand des Orts verläuft die Strogen. 

## Baudenkmäler
Es gibt eine Hofkapelle	in neugotischen Formen um 1870/80 und ein Bauernhaus als Wohnteil des Wohnstallhauses eines Dreiseithofes aus dem zweiten Viertel 19. Jahrhundert.